# (10510) Maxschreier
(10510) Maxschreier ist ein Asteroid im Hauptgürtel, welcher am 31. März 1979 am Krim-Observatorium zum ersten Mal beobachtet und am 3. April 1989 von Eric Walter Elst entdeckt wurde. Die Entdeckung fand an der Europäischen Südsternwarte statt. 
Benannt wurde er nach Max Schreier (1907–1997), einem Observatoriengründer und Autor.